# Temporada 1913-1914 de l'EC Granollers
El març de 1913 naixia el Granollers Foot-ball Club, embrió de l'actual Esport Club Granollers, fruit tant de l'entusiasme d'un jove esportista local, Agustí Torrellas, com del suport patrocinador d'Alfred Canal, un metge de 28 anys soci del Casino de Granollers. L'equip començà a jugar en l'anomenat Camp del Gas, darrere la fàbrica d'en Renom, al costat de l'actual plaça Onze de Setembre.

## Fets destacats
1913
- 2 de març: Alfred Canal funda el Granollers Foot-ball Club, juntament amb Frederic Maspons, secretari del Casino de Granollers.[2][3]
- 13 d'abril: es crea la primera junta directiva formada per Alfred Canal (president), Francesc Coma (vicepresident), Frederic Maspons (secretari), Pere Barangé (tresorer), i els vocals Francesc Pi Bagués, Josep Maria Carreras Rius i Bonaventura Garrell Alsina.[4][5]
- 25 de maig: primer partit jugat pel Granollers, un amistós contra el Mollet SC.[6]
- 27 de juliol: primera visita del FC Barcelona, amb l'equip infantil, que tot i així s'endugué la victòria per 1 a 3.[7][8]
- 4 de setembre: inauguració oficial del Camp del Gas amb el partit Barcelona-Gimnàstic.[9][10][11][12]

1914
- 16 de març: mor el secretari del club Frederic Maspons, a l'edat de 27 anys, després d'una llarga malaltia.[13][14][15][16] Fou membre de la Lliga Regionalista.[17][18]

## Plantilla
| Núm. | Pos. |           | Jugador                       | Procedència | Temporada |
| ---- | ---- | --------- | ----------------------------- | ----------- | --------- |
|      | POR  | Catalunya | Salvador Mas                  |             | 1913-1914 |
|      | DEF  | Catalunya | Josep Martí Batalla 'Martí I' |             | 1913-1914 |
|      | DEF  | Catalunya | Francesc Aubanell             |             | 1913-1914 |
|      | DEF  | Catalunya | Raich                         |             | 1913-1914 |
|      | DEF  | Catalunya | Tomàs Serra                   |             | 1913-1914 |
|      | MIG  | Catalunya | Francesc Pi Bagués            |             | 1913-1914 |
|      | MIG  | Catalunya | Agustí Torrellas              |             | 1913-1914 |
|      | MIG  | Catalunya | Josep Tió                     |             | 1913-1914 |
|      | MIG  | Catalunya | Sauleda                       |             | 1913-1914 |
|      | MIG  | Catalunya | Joan Vilardebó                |             | 1913-1914 |
|      | MIG  | Catalunya | Travé                         |             | 1913-1914 |
|      | MIG  | Catalunya | Jaume Serra                   |             | 1913-1914 |
|      | DAV  | Catalunya | Francesc Coma Tarascó         |             | 1913-1914 |
|      | DAV  | Catalunya | Enric Marcó                   |             | 1913-1914 |
|      | DAV  | Catalunya | Jacint Torrents               |             | 1913-1914 |
|      | DAV  | Catalunya | Lluís Escarmís Pons           |             | 1913-1914 |
|      | DAV  | Catalunya | Llorenç Civil                 |             | 1913-1914 |
|      | DAV  | Catalunya | Andreu Moncau Mas             |             | 1913-1914 |
|      | DAV  | Catalunya | Ferran Lligoña                |             | 1913-1914 |
|      | DAV  | Catalunya | Jaume Montañà                 |             | 1913-1914 |
|      | DAV  | Catalunya | Joaquim Mas                   |             | 1913-1914 |
|      | DAV  | Catalunya | Marimon                       |             | 1913-1914 |
|      |      | Catalunya | Valentí Turu Bassó            |             | 1913-1914 |
|      |      | Catalunya | Josep Pineda                  |             | 1913-1914 |
|      |      | Catalunya | Jacint Jaumandreu Lloreda     |             | 1913-1914 |
|      |      | Catalunya | Joaquim Campillo              |             | 1913-1914 |
|      |      | Catalunya | Josep Comas                   |             | 1913-1914 |
|      |      | Catalunya | Josep Parera                  |             | 1913-1914 |
|      |      | Catalunya | Ramon Torruella Oriach        |             | 1913-1914 |
|      |      | Catalunya | Josep Algueró                 |             | 1913-1914 |

Llegenda:  ·   Capità  ·   Juvenil  ·   Lesionat  ·   Altes  ·   Passaport europeu  ·   Extracomunitari  ·   Extracomunitari sense restricció

## Resultats
| Amistosos |

| 25 maig 1913 | Granollers FC                                                                                | 9 – 3 | Mollet SC | Granollers     |  |
| 17:00        | S. Mas Martí I, Aubanell Sauleda, Tió, Vilardebó Montañà, Marimon, J. Mas, Escarmís, Lligoña |       |           | Camp del Gas · |  |

| 8 juny 1913 | Granollers FC | ? – ? | Mollet SC | Granollers     |  |
| 17:00       |               |       |           | Camp del Gas · |  |

| 20 juliol 1913 | Granollers FC                                                                      | 0 – 1 | Atlètic FC de Sabadell | Granollers                 |  |
| 18:00          | S. Mas Raich, Aubanell Travé, Torrellas, Pi Torrents, Marimon, J. Mas, Coma, Civil |       | 80'                    | Camp del Gas · Fonolleda · |  |

| 27 juliol 1913 | Granollers FC                                                                            | 1 – 3         | FC Barcelona (3r equip)                                                    | Granollers     |  |
| 17:30          | S. Mas Raich, T. Serra J. Serra, J. Mas, Civil Torrents, Marimon, Torrellas, Coma, Marcó | La Vanguardia | Tarrés Arias, Bonastre Prous, Simó, Valero Cabañas, Riera, Castells, Missé | Camp del Gas · |  |

| 23 novembre 1913 | Celonès FC | 2 – 1 | Granollers FC | Sant Celoni |  |
| 15:00            |            |       |               |             |  |